# Cropera phaedra
Cropera phaedra är en fjärilsart som beskrevs av Collenette 1960. Cropera phaedra ingår i släktet Cropera och familjen tofsspinnare. Inga underarter finns listade i Catalogue of Life.